# Problemfelt
Et problemfelt er en videnskabsmetodisk betegnelse for emneafgrænset vidensområde, der indeholder en eller flere problemstillinger. For at der kan være tale om et problemfelt, skal der i vidensområdet være fundament for et problem i videnskabelig forstand. Dette kan være en uviden, anomali eller konflikt mellem uafhængige observationer eller teorier.
| filosofi | Spire Denne filosofiartikel er en spire som bør udbygges. Du er velkommen til at hjælpe Wikipedia ved at udvide den. |